# Brachynarthron allardi
Brachynarthron allardi là một loài bọ cánh cứng trong họ Cerambycidae.